# Ребуль, Гийом де
Гийо́м де Ребу́ль (фр. Guillaume de Reboul; 1560, Ним — 25 сентября 1611, Рим) — французский памфлетист, за сатиру казнённый папской властью.
Родился в протестантской кальвинистской семье, был секретарём герцога Буйонского, но в 1596 году отрёкся в Авиньоне от протестантизма и перешёл в католичество, написав множество резких памфлетов против протестантских священников и Реформации. Затем, однако, отрёкся от католицизма, вновь перейдя в протестантскую веру, и стал писать оскорбительные сатиры против папы римского; в итоге был схвачен в Риме и казнён.
Его памфлеты: «Salmoné» (1596), «Second Salmoné» (Лион, 1597), «La cabale des réformés» (Монпелье, 1597), «Du schisme des prétendus réformés» (Лион, 1597), «Les actes du synode universel de la sainte Réformation» (1598), «L’anti-huguenot» (1598), «L’apostat» (Лион, 1604) и так далее.